# 媒介环境学
媒介环境学（Media ecology）是研究媒介的一个学派，将媒介作为环境进行研究，认为人类生活在媒介构成的环境中。

## 译名由来
Media ecology按照字面意思直译本应为“媒介生态学”。崔保国首先将Media ecology翻译为媒介生态学。他将媒介生态学的研究范围界定为“研究媒介与其生存发展环境以及人与媒介环境之间相互关系的科学”，包括了媒介与人两个视角；但同时将媒介生态学解释为“社会大环境是水，媒介是水中之鱼” ，导致国内学者所研究媒介背离了Media ecology的原本含义。国内学者何道宽在与北美Media ecology主席林文刚商议后决定将北美的Media ecology译为媒介环境学。

## 背景

### 马歇尔·麦克卢汉
马歇尔·麦克卢汉于1934年进入剑桥大学学习，在学期间一位英语教授I. A. Richards对他有很大的影响。Richards认为英语研究实质是对传播过程的研究，也认为语言的结构是高度模糊的。 Richards关于媒介的观点影响了马歇尔·麦克卢汉对于一些概念的表达，如“地球村”、“媒介即讯息”这样的短语。麦克卢汉认为，“如果语言是模糊的并且最好从它们特定的语境下研究潜在的影响而不是研究它们的“内容”，那对于其它人造物、车轮、印刷物、电报、电视也是同样的道理”，这样的思想是他媒介环境学思想的开端。

### 尼尔·波兹曼
受麦克卢汉的启发，尼尔·波兹曼于1971年在纽约大学建立了媒介环境学项目，进一步发展麦克卢汉建立的理论。波兹曼认为，媒介生态学着重于研究传播与技术操控、散播信息的环境以及这对于信息接收者的影响。波兹曼专注于媒体技术、过程和框架而不是内容，并且认为道德评判是媒体环境学的首要任务。“除了在道德或伦理范畴内，我看不到任何一个研究媒介的要点。”波兹曼的媒介环境学提出来三个问题：这样的协议有什么样的道德含义？后果是更加人道主义的还是反人道主义的？我们作为一个社会，是得到的比失去的更多，还是失去的比得到的更多？

## 核心概念

### 理论假设
- 媒介无孔不入，内嵌于所有社会行为和行动之中。[6]
- 媒介塑造我们的观念，使我们的经验组织化。
- 媒介将我们的世界联系在一起。

### 媒介即讯息
“媒介即讯息”是麦克卢汉最著名的见解。他认为媒介的特征可以影响甚至决定传播的内容，因此他强调媒介形式的重要性而不是信息的内容。他认为，是媒介的形式改变了人类和社会。
例如，传统媒体是人体的延伸，而新媒体是人类神经系统的扩展。新媒体的出现将改变人类的各个感官器官之间的平衡，影响人的心理和社会。 人的感官的延伸将改变我们的思想和行为以及我们感知世界的方式。 这就是为什么麦克卢汉认为，当一个新的媒体出现，不管是什么它传播的具体内容，新的沟通形式本身就会带来社会变革的力量。

### 热媒介与冷媒介
麦克卢汉提出了热媒介与冷媒介的概念。热媒介是指清晰度高的、对受众参与度要求较低并且在在同一时间内只有一个感官参与的媒介。这种类型的媒介不需要解释，因为它提供了所有理解所必要的信息。 热媒介的一些例子是收音机、电子书、和讲座。 冷媒介是指那些要求从观众的积极参与的媒体。冷媒介要求受众积极活跃并且足够的有智力上的参与，这是多感官的参与。冷媒介的一些例子是电视、研讨会和卡通。